# Agne Berenice Contreras
Agne Berenice Contreras Valenzuela (nacida el 12 de marzo del 1968 en Bánica) es una abogada y política dominicana. Diputada de la República Dominicana 2002-2006 y 2006-2010 por el partido Partido Reformista Social Cristiano, aunque abandono ese partido en el 2009 para irse a unos de los partidos opositores. Como legisladora ha trabajado principalmente por los derechos de la mujer, los derechos humanos, y los principales problemas que aquejan a su provincia Elías Piña.

## Primeros años
Nace en el seno de una humilde familia campesina de Higueríto, Bánica, hija de Ludovina Valenzuela y Félix Contreras (negro). Inició sus estudios primarios en su ciudad natal, transportándose luego de finalizarlos a San Juan de la Maguana, donde realizó sus estudios secundarios, y más tarde a Santo Domingo, lugar en que inició su activismo político en el Partido Reformista Social Cristiano, y sus estudios de Derecho, luego de obtener el título de Licenciada en Derecho cuenta con una Maestría en Derechos Humanos Teoría y Praxis, Posee Diplomados en el área de Derecho Laboral, Civil, Penal, Propiedad Intelectual, Derecho de Energía Nuclear y Derecho de la Vivienda y es miembro de la “International Atomic Energy Agency” desde el año 2015.

## Vida política
Tras un largo período de éxito en el ejercicio de su profesión, decide postularse cómo diputada, siendo electa para el período 2002-2006, y reelegida para el período 2006-2010. 
Durante su gestión ha implementado un conjunto de iniciativas legislativas dirigidas a ayudar a su provincia Elías Piña, tales como: 
•	Proyecto de presupuesto para la asignación de partidas específicas destinadas exclusivamente a la atención a los casos de violencia intrafamiliar.
•	Proyecto de ley de regularización de la situación jurídica de las viviendas asignadas por el estado.
•	Proyecto de ley general de concesiones de obras y servicios públicos.
•	Proyecto de ley mediante el cual se crea el impuesto de solidaridad sobre el patrimonio.
•	Proyecto de ley sobre seguro obligatorio de las obras públicas.
•	Proyecto de resolución de la cámara de diputados que solicita al presidente de la república,  ingeniero Rafael Hipólito Mejía Domínguez, impartir instrucciones al secretario de obras públicas y comunicaciones, a fin de que inicien con carácter de urgencia los trabajos de construcción del puente sobre el río el badén de la carretera el Portón-El Llano,  provincia Elías Piña. 
•	Proyecto de ley sobre tráfico ilícito de migrantes y trata de personas.
•	Proyecto de ley mediante el cual quedan obligados los empleadores del sector público y privado a contratar a favor de sus empleados seguros de salud con cobertura especial para detectar cáncer de mamas, uterino y prostático,  para lo cual el empleador le otorgará un permiso de cuatro (4) horas semestralmente.
•	Proyecto de ley que dispone que las entidades financieras, empresas, emisoras y/o representantes de tarjetas de créditos deben cobrar a los tarjetahabientes con base en el saldo insoluto.
•	Proyecto de resolución de la cámara de diputados que solicita de la secretaría de estado de educación la terminación del politécnico del municipio de comendador, provincia Elías Piña.
•	Proyecto de ley mediante el cual instituye la campaña anual "16 días de activismo contra la violencia hacia las mujeres".
•	Proyecto de ley que eleva a la categoría de municipio a Juan Santiago.
•	Formó parte de la comisión bicameral de asuntos energéticos.
•	Proyecto de Ley mediante el cual se establece como Política de estado la implementación de las zonas francas de invernadero, para la exportación y dicta otras disposiciones.
•	Proyecto que modifica varios artículos de la ley n.º 76-02, del Código Procesal Penal.
•	Proyecto de ley sobre Protección contra la Discriminación Genética y Clonación de Humanos.
•	 Proyecto de Ley para modificar los artículos 27 y 35 de la Ley 1306 (bis) sobre divorcios.
•	 Proyecto de Ley para modificar el Art. 68 de la Ley Orgánica de las Fuerzas Armadas, sobre la creación de las Brigadas de Frontera.
•	Proyecto de Ley el que concede un Crédito Fiscal de 80% del costo de la compra e instalación de Sistemas Domésticos de Calentadores de Agua Solares y Sistemas de Producción Fotoeléctrica y Eólica.
•	Proyecto de resolución de la cámara de diputados mediante el cual se solicita al poder ejecutivo disponer de fondos en el proyecto de ley general de presupuesto para la ampliación de las carreteras Santiago-Licey-Moca, Santiago-Tamboril, circunvalación norte Santiago, avenida presidente Vásquez de Tamboril, y para el sistema de alcantarillado y drenaje pluvial del municipio de Licey.
•	Formó parte de la Comisión especial que crea el nuevo código penal.
•	Formó parte de la Comisión Permanente de Obras Públicas y Comunicaciones.
•	Formó parte de la Comisión Permanente de género.
En mayo de 2009, durante un período de convulsión interna del Partido Reformista Social Cristiano, la diputada Agne Berenice Contreras decide abandonar las filas de ese partido para unirse al Partido Revolucionario Dominicano de la mano del presidente de esa entidad política, Ingeniero Miguel Vargas Maldonado.
- Datos: Q5659885
- Multimedia: Agne Berenice Contreras / Q5659885